# گربه شرودینگر

آزمایش گربهٔ شرودینگر: مفاهیم عمیق فلسفی مکانیک کوانتومی توجه دانشمندان زیادی را به خود جلب کرده‌است.

گربهٔ شرودینگر یک آزمایش فکری است که در سال ۱۹۳۵ اروین شرودینگر، فیزیکدان اتریشی، ابداع کرد. این آزمایش که گاهی به‌صورت پارادوکس تعریف می‌شود، ماحصل مکالمه‌ای جامع میان شرودینگر و آلبرت اینشتین بود. این پارادوکس نشان می‌دهد که اگر قوانین مکانیک کوانتومی بر اشیای عادی و روزمره اعمال شود، چه اتفاقی می‌افتد.

## توصیف
فرض کنید گربه‌ای در جعبه‌ای دربسته زندانی است. در این جعبه یک شیشه گاز سیانور، یک چکش، یک حسگر پرتو و یک منبع پرتوزا نیز وجود دارد. ذرات پرتوزا به صورت نامنظم تابش می‌کنند و به همین دلیل برای آن‌ها نیمه عمر در نظر می‌گیرند. حال فرض کنید حسگر و چکش طوری تنظیم شده باشند که در صورت تابش موج پرتوزا بین ساعت ۱۲ و ۱۲:۰۱، چکش شیشه حاوی گاز را شکسته و گربه بمیرد. اگر در ساعت ۱۲:۰۱ در جعبه را باز کنید چه خواهید دید؟ اگر از طریق فرمول نیمه عمر منبع، احتمال تابش بین ساعت ۱۲ و ۱۲:۰۱ را ۵۰٪ پیش‌بینی کنید. گربه داخل جعبه در هنگام برداشتن در جعبه ۵۰٪ مرده‌است و ۵۰٪ زنده است. اما وقتی در جعبه را برمی‌دارید خواهید دید که گربه یا مرده یا زنده‌است. نمی‌توان گفت ۵۰٪ سلولهای بدن گربه مرده‌اند و ۵۰٪ آن‌ها زنده‌اند. در فاصله یک لحظه، احتمال به یقین تبدیل خواهد شد. این آزمایش ذهنی یکی از روش‌های تفسیر ویژگی‌های موجود در مکانیک کوانتومی می‌باشد. همان‌طور که گفته شد هیچگاه نمی‌توان موقعیت یک سیستم را به دقت اندازه‌گیری نمود، در این مثال نیز تنها پس از مشاهده توسط ناظر این امر ممکن شده‌است.
این گونه پارادوکس‌ها در مکانیک کوانتومی بسیار زیادند. اما با این همه مکانیک کوانتومی در پیش‌بینی نتایج بسیاری از آزمایش‌ها به‌طور درخشانی موفق بوده‌است و زمینه تقریباً تمامی علم و فن نوین است. بر رفتار ترانزیستورها و مدارهای مجتمع که جزء اساسی وسایلی نظیر تلویزیون و رایانه‌اند، فرمان می‌راند و نیز بنیاد شیمی و زیست‌شناسی نوین می‌باشد.
شرح کپنهاگ از مکانیک کوانتوم اشاره بر این دارد که بعد از مدتی گربه به‌طور هم‌زمان هم مرده‌است و هم زنده.
اما وقتی به داخل جعبه نگاه می‌کنیم، گربه را می‌بینیم که یا زنده‌است یا مرده نه هر دوی این‌ها. این آزمایش آنچه را که او به عنوان مشکل از تفسیر کپنهاگ از مکانیک کوانتومی اعمال شده به اشیاء روزمره را نشان می‌دهد.
شرودینگر آزمایش ذهنی خود را به عنوان یک مقاله epr epr از روی نام نویسنده‌های آن اینشتین؛ پودولسکی؛ روزن در سال ۱۹۳۵ نامگذاری کرد. این مقاله طبیعت عجیب درگیری کوانتومی را برجسته کرد؛ که یکی از ویژگی‌های یک حالت کوانتومی است که ترکیبی از وضعیت دو سیستم است.
(برای مثال دو ذره ریز) که یک بار با هم تعامل دارند و پس از آن از هم جدا می‌شوند و در حالت وضعیت قطعی نیستند.

### تفسیر کپنهاگ
تفسیر کپنهاگ حاکی ازآن است که وضعیت دو سیستم دچار فروپاشی را به یک حالت مشخص زمانی که یکی از سیستم‌ها اندازه‌گیری شده‌است دراورد. شرودینگر و اینشتین نامه‌هایی در بارهٔ مقاله رد و بدل کردند.

### مبدأ و انگیزه
برای توضیح بیشتر شرودینگر توضیح می‌دهد که چگونه یک شخص در اصل می‌تواند انطباق یک اتم به اتم‌های در مقیاس بزرگ را معکوس کند. او پیشنهاد می‌کند یک سناریو با یک گربه در جعبهٔ مهرو موم شده، مرگ و زندگی گربه بستگی به وضعیت ذرات درون اتمی دارد. در نامه‌ای که وی در سال ۱۹۵۰ به اینشتین می‌نویسد بیان می‌کند:
شما در کنار لائو تنها فیزیکدان امروزی هستید که می‌داند اگر فردی صادق باشد هیچ‌کس نمی‌تواند ورای فریضه حقیقت را ببیند.
بسیاری از آن‌ها نمی‌دانند که چه بازی خطرناکی با حقیقت می‌کنند. حقیقت به عنوان چیز مستقلی ازآنچه به‌طور عملی انجام می‌شود. توجیه آن‌ها به وسیله سیستم اتم رادیواکتیوی+تقویت‌کننده+شارژ باروت+گربه داخل جعبه زده می‌شودبه نحوی که تابع پی‌اس‌آی (عملگر سای یا تابع موج) سیستم حاوی گربه زنده و از پا درآمده بر روی بیت‌ها است البته کسی شک ندارد که وجود یا عدم وجود گربه چیز مستقلی از عمل مشاهده‌است.
بخاطر بسپارید که درنصب شرودینگر به هیچ نوع شارژ باروت اشاره نشد؛ که از شمارنده گیگر به عنوان تقویت‌کننده وسم 
هیدروسیانیک استفاده می‌کند. باروت در پیشنهاد اصلی اینشتین به شرودینگر ۱۵سال پیش از آن اشاره شده‌است و علی الظاهر اینشتین آن را به بحث موجود کشانده‌است. یحتمل این نظریه از نظریه‌های بنیادین برای زیر سؤال بردن بوده که باعث اعتقاد بیشتر جامعه به کوانتوم شد!

### تفسیر آزمایش
از زمان شرودینگر تفاسیر دیگر مکانیزم کوانتومی پیشنهاد شده‌اند که جواب‌های متفاوتی به سوالات گربه شرودینگر در مورد مدت زمان موقعیت عالی و زمان برخورد آن‌ها می‌دهد. گربه یک آزمایش فکری است.

### تفسیر کپنهاگ
پرکاربردترین تفسیر مکانیک کوانتوم، تفسیر کوپنهاگ است. در این تفسیر توقف‌های سیستمی موقعیت عالی وضعیتها بوده و هنگام مشاهده شدن می‌تواند همان یادگیری باشد. این آزمایش حقیقتی را آشکار می‌سازد که ماهیت اندازه‌گیری یا مشاهده در این تفسیر به خوبی تعریف نشده‌است.
این تفسیر می‌تواند این گونه بیان شود که هنگامی که جعبه بسته‌است سیستم در موقعیت عالی وضعیت‌های مقابل است:"انرژی هسته‌ای تخریب شده/گربه مرده""انرژی هسته‌ای سالم/گربه زنده"و زمانی که جعبه بازاست و مشاهده روی می‌دهد تخریب عملکرد موج را بر روی یک یا دو وضعیت اعمال می‌کند.
با این وجود یکی از دانشمندان برجسته در ارتباط با تفسیر کوپنهاگ، نیلز بور می‌باشد که تخریب برداشت شده از مشاهده‌کننده عملکرد موج را هرگز در ذهن نداشت به این نحو که گربه شرودینگر هیچ معمایی در ذهن او ایجاد نکرد ممکن است گربه مدت‌ها قبل ازاینکه جعبه توسط مشاهده‌کننده آگاهی باز شود، مرده باشد یا زنده باشد، تحلیل آزمایش حقیقی نشان داد که خود معیار (بعنوان مثال شمارشگر گیگر برای تخریب عملکرد موج کوانتوم قبل ازاینکه هرگونه مشاهده آگاهی از اندازه‌گیری باشد، کفایت می‌کند.) این دیدگاه که مشاهدات زمانی روی می‌دهد که ذره‌ای از هسته به موج یاب برخورد کند مربوط به تئوری‌های تخریب ذهنی می‌شود. درمقابل راهکار چندین-دنیا روی دادن تخریب را انکار می‌کند.

### تفسیر چندین-دنیا و تاریخ ثابت
پارادوکس «گربه شرودینگر» کوانتوم-مکانیکی مطابق باتفسیر چندین-دنیا: در این تفسیر هر رویدادی یک شاخه می‌باشد. گربه بدون درنظرگرفتن این امر که جعبه باز باشد یانه هم زنده است و هم مرده ولی گربه‌های زنده و مرده شاخه‌های متفاوتی از دنیا هستند که به‌طور برابر، حقیقت دارند ولی باهم دیگر نمی‌توانند تعامل داشته باشند.
در سال ۱۹۵۷ هیوگ اورت تفسیر «چند-دنیایی مکانیسم کوانتوم» را ایجاد کرد که مشاهدات را به عنوان پروسه خاصی به‌طور جداگانه فرض نمی‌کند در این تفسیر هر دو وضعیت زنده و مرده گربه پس از بازشدن جعبه می‌باشد ولی از همدیگر منفصل می‌باشند. بعبارت دیگر هنگامی که جعبه باز باشد، مشاهده‌کننده و گربه مرده در دید مشاهده‌کننده با یک گربه مرده تقسیم می‌شود و مشاهده‌کننده درون جعبه به گربه زنده می‌نگرد؛ ولی چون وضعیت مرده و زنده منفصل می‌باشد، هیچ ارتباط یا تعامل مؤثری بین آن‌ها وجود ندارد.
هنگام بازکردن جعبه، مشاهده‌کننده به گربه خیره می‌شود بنابراین «وضعیت مشاهده‌کننده» منطبق بر زنده بودن یا مرده بودن گربه تشکیل می‌شود هر وضعیت مشاهده‌کننده به نحوی با گربه متصل می‌شود یا گره می‌خورد که «مشاهده وضعیت گربه» و «وضعیت گربه» باهم دیگر منطبق است. انفصال کوانتومی نشان می‌دهد که نتایج مختلف هیچ تعاملی باهمدیگر ندارد. مکانیزم مشابه انفصال کوانتومی نیز برای تفسیر با توجه به تاریخچه ثابت مهم است تنها «گربه مرده» یا «گربه زنده» می‌تواند جزئی از تاریخچه ثابت در این تفسیر باشد.
راجر پنروس به این انتقاد می‌کند: «من امیدوارم که این مسئله را روشن کنم که این مسئله جدا از دقت (رزولوشن) پارادوکس است چون چیزی در فرمالیسم مکانیزم کوانتوم وجود ندارد که نشان دهد وضعیت آگاهی ادراک هم‌زمان گربه مرده وزنده را در کنار هم داشته باشد.»
همچنین دیدگاه مهمی (بدون لحاظ کردن چندین-جهان) این است که انفصال مکانیزمی است که چنین ادراک همزمانی را ممنوع می‌کند یک نوع آزمایش گربه شرودینگر معروف به خودکشی کوانتومی توسط کیهان‌شناس ماکس تاگمارک ارائه شد او آزمایش گربه شرودینگر را از دیدگاه گربه بررسی می‌کند و می‌گوید که با استفاده از این راهکار فرد می‌تواند تفاوت بین تفسیر کپنهاگی و چندین-دنیا را بفهمد.
تفسیر کلی: درتفسیر کلی وضعیت‌های عالی چیزی نیستند، ولی زیرگروه آن کل بزرگتر می‌باشند، بردار وضعیت در آزمایش‌های گربه تنها قابل اجرا نیست ولی تنها به ارقام چندین آزمایش گربه آماده شده مشابه مربوط است. اجزای این تعریف نشان می‌دهد که این مسئله پارادوکس گربه شرودینگر را به یک غیرمسئله جزئی تبدیل می‌کند. این تفسیر ایده سیستم فیزیکی منفرد در مکانیزم‌های کوانتومی را کنار می‌گذارد و توصیف مکانیکی دارد که به هر نحو منطبق بر آن است.

### پارادوکس گربه شرودینگر
بر اساس نظریه مکانیک کوانتوم، یک ذره به کوچکی الکترون می‌تواند در دو حالت به‌طور هم‌زمان (حالت ماده و موج) باشد. هدف شرودینگر نشان دادن این موضوع بود که این مسئله درست نیست. شرودینگر می‌گوید که یک گربه در یک جعبه حاوی مواد سمی قرار داده شده‌است که احتمال مرگ و زنده بودن گربه، برابر و ۵۰ درصد می‌باشد. بر اساس نظریه کوانتوم، از آنجا که ما داخل جعبه را نمی‌بینیم، گربه هم زنده و هم مرده‌است. ما می‌دانیم که این مسئله ممکن نیست، چیزی نمی‌تواند هم زنده باشد و هم مرده، و این مسئله و پارادوکسی بود، که شرودینگر می‌خواست نشان دهد.

### تفسیر ارتباطی
تفسیر ارتباطی هیچ گونه تفکیک اساسی بین آزمایش انسانی، گربه و تجهیزات یا بین سیستم جاندار و غیرجاندار نمی‌بیند همه این‌ها سیستم کوانتومی می‌باشند که با قوانین مشابهی از تکامل عملکرد موج تبعیت می‌کنند و همه آنه می‌تواند به عنوان «مشاهده‌کننده» باشد ولی تفسیر ارتباطی امکان مشاهدات مختلف را می‌دهد تا ازهمان رویدادها، با توجه به اطلاعاتی که آن‌ها دربارهٔ سیستم دارند، دید متفاوتی داشته باشند.
گربه می‌تواند به عنوان مشاهده‌کننده تجهیزات باشد و همچنین آزمایش‌کننده به عنوان مشاهده‌گر دیگری برای سیستم جعبه باشد. (گربه و تجهیزات) قبل از اینکه جعبه باز شود، گربه از روی طبیعت خود می‌تواند زنده باشد یا مرده باشد، که اطلاعاتی دربارهٔ تجهیزات دارد (اتم‌ها خراب شده‌اند یا سالم هستند) ولی آزمایش‌کننده اطلاعاتی دربارهٔ وضعیت محتوای جعبه ندارد. به این ترتیب دو مشاهده گربه‌طور هم‌زمان دیدگاه مختلفی نسبت به آن وضعیت دارند. برای گربه عملکرد موج تجهیزات «تخریب» شده‌است هر دو مشاهده‌گر اطلاعات مشترکی دربارهٔ آنچه روی می‌دهد دارند در هر دو سیستم تخریب نتیجه معین و مشابه دارد.. و گربه می‌تواند مرده باشد یا زنده.

### تئوری‌های تخریب ذهنی
طبق تئوری‌های تخریب ذهنی موقعیت عالی هم‌زمان (برخلاف مشاهده بیرونی) هنگامی که درگاه فیزیکی ذهنی (زمان، حجم، دما، غیر انعکاسی) باشد، تخریب می‌شود؛ بنابراین گربه، مدت‌ها قبل ازاینکه جعبه باز شود، انتظار می‌رود در وضعیت معینی قرارگیرد. به این عمل «گربه خودش را مشاهده می‌کند» یا «محیط گربه را مشاهده می‌کند» گویند. تئوری‌های تخریب ذهنی نیازبه اصلاح مکانیزم‌های کوانتومی دارد تا امکان ان را فراهم آورد تا موقعیت عالی باپروسه تکامل زمان تخریب شود.

### برنامه‌ها و آزمایش‌ها
این آزمایش یک آزمایش کاملاً تئوری است و دستگاه پیشنهاد شده محتمل بر وجوداست. (شاید ساخته نشود) با این وجود آزمایش‌های موفق اصول مشابهی دارند؛ مثلاً وضعیت عالی اشیاء نسبتاً بزرگ (با استانداردهای فیزیک کوانتوم) ایجاد شده‌است.